# Allium macedonicum
Allium macedonicum — вид рослин з родини амарилісових (Amaryllidaceae); ендемік Греції.

## Поширення
Ендемік північно-східної Греції — Пангей.